# 줄농어
줄농어 또는 줄무늬 농어(영어: striped bass)는 농어목 모로네과의 물고기이다.

## 특징
과학적으로 기록된 최대 몸무게는 120kg이다. 성체의 일반 몸 크기는 120cm이다. 줄농어는 최대 30년동안 사는 것으로 추정된다. 최대 몸 길이는 1.8m이다. 평균 몸 크기는 약 67~100cm이고 평균 몸무게는 4.5~14.5kg이다.